# Lista de primeiros-ministros da Somália
Primeiro-ministro da Somália é o cargo que ocupa o chefe de governo da República Federal da Somália.Houve 20 primeiros-ministros oficiais desde que o escritório foi criado em 1956.

## Lista de chefes de governo da Somália
| Nº                                                               | Retrato                                 | Nome                                    | Início do Mandato                       | Termino do Mandato                      | Afiliação                               | Observação                                     |
| Protetorado da Somalilândia (1956–1960)                          | Protetorado da Somalilândia (1956–1960) | Protetorado da Somalilândia (1956–1960) | Protetorado da Somalilândia (1956–1960) | Protetorado da Somalilândia (1956–1960) | Protetorado da Somalilândia (1956–1960) | Protetorado da Somalilândia (1956–1960)        |
| ---------------------------------------------------------------- | --------------------------------------- | --------------------------------------- | --------------------------------------- | --------------------------------------- | --------------------------------------- | ---------------------------------------------- |
| -                                                                |                                         | Abdullahi Issa                          | 29 de fevereiro de 1956                 | 1º de julho de 1960                     | Liga Somali da Juventude                |                                                |
| República Somali (1960–1969)                                     |                                         |                                         |                                         |                                         |                                         |                                                |
| 1                                                                |                                         | Muhammad Haji Ibrahim Egal              | 1 de julho de 1960                      | 12 de julho de 1960                     | Liga Somali da Juventude                |                                                |
| 2                                                                |                                         | Abdirashid Ali Shermarke                | 12 de julho de 1960                     | 14 de junho de 1964                     | Liga Somali da Juventude                |                                                |
| 3                                                                |                                         | Abdirizak Haji Hussein                  | 14 de junho de 1964                     | 5 de julho de 1967                      | Liga Somali da Juventude                |                                                |
| (2)                                                              |                                         | Muhammad Haji Ibrahim Egal              | 15 de julho de 1967                     | 21 de outubro de 1969                   | Liga Somali da Juventude                |                                                |
| República Democrática da Somália (1969–1991)                     |                                         |                                         |                                         |                                         |                                         |                                                |
| 5                                                                |                                         | Mohammad Ali Samatar                    | 1 de fevereiro de 1987                  | 3 de setembro de 1990                   | PSRS                                    |                                                |
| 6                                                                |                                         | Hawadle Madar                           | 3 de setembro de 1990                   | 24 de janeiro de1991                    | PSRS                                    |                                                |
| Governo Provisório da Somália (1991–1997)                        |                                         |                                         |                                         |                                         |                                         |                                                |
| 7                                                                |                                         | Umar Arteh Ghalib                       | 24 de janeiro de 1991                   | maio de 1993                            | Congresso Somali Unido                  |                                                |
| Cargo vacante (Maio de 1993 até 8 de Outubro de 2000)            |                                         |                                         |                                         |                                         |                                         |                                                |
| 8                                                                |                                         | Ali Khalif Galaydh                      | 8 de outubro de 2000                    | 28 de outubro de 2001                   | independente                            | Em exílio no Djibouti em 14 de outubro de 2000 |
| -                                                                |                                         | Osman Jama Ali                          | 28 de outubro de 2001                   | 12 de novembro de 2001                  | independente                            | Interino                                       |
| 9                                                                |                                         | Hassan Abshir Farah                     | 12 de novembro de 2003                  | 8 de dezembro de 2003                   | independente                            |                                                |
| 10                                                               |                                         | Muhammad Abdi Yusuf                     | 8 de dezembro de 2003                   | 3 de novembro de 2004                   | independente                            |                                                |
| Governo Federal de Transição da República da Somália (2000–2004) |                                         |                                         |                                         |                                         |                                         |                                                |
| 11                                                               |                                         | Ali Muhammad Ghedi                      | 3 de novembro de 2004                   | 29 de outubro de 2007                   | independente                            |                                                |
| -                                                                |                                         | Salim Aliyow Ibrow                      | 29 de outubro de 2007                   | 24 de novembro de 2007                  | independente                            | Interino                                       |
| 12                                                               |                                         | Nur Hassan Hussein                      | 24 de novembro de 2007                  | 14 de fevereiro de 2009                 | independente                            |                                                |
| 13                                                               |                                         | Omar Abdirashid Ali Sharmarke           | 14 de fevereiro de 2009                 | 21 de setembro de 2010                  | independente                            |                                                |
| -                                                                |                                         | Abdiwahid Elmi Gonjeh                   | 24 de setembro de 2010                  | 31 de outubro de 2010                   | independente                            | Interino                                       |
| 14                                                               |                                         | Mohamed Abdullahi Mohamed               | 31 de outubro de 2010                   | 19 de junho de 2011                     | independente                            |                                                |
| 15                                                               |                                         | Abdiweli Mohamed Ali                    | 19 de junho de 2011                     | 20 de agosto de 2012                    | independente                            |                                                |
| Governo Federal da Somália (2012–presente)                       |                                         |                                         |                                         |                                         |                                         |                                                |
| -                                                                |                                         | Abdiweli Mohamed Ali                    | 20 de agosto de 2012                    | 17 de outubro de 2012                   | independente                            | Interino                                       |
| 16                                                               |                                         | Abdi Farah Shirdon                      | 17 de outubro de 2012                   | 21 de dezembro de 2013                  | independente                            | Interino                                       |
| 17                                                               |                                         | Abdiweli Sheikh Ahmed                   | 21 de dezembro de 2013                  | 24 de dezembro de 2014                  | independente                            |                                                |
| (13)                                                             |                                         | Omar Abdirashid Ali Sharmarke           | 24 de dezembro de 2014                  | 1 de março de 2017                      | independente                            |                                                |
| 18                                                               |                                         | Hassan Ali Khayre                       | 1 de março de 2017                      | 25 de julho de 2020                     | independente                            |                                                |
| -                                                                |                                         | Mahdi Mohammed Gulaid                   | 25 de julho de 2020                     | 27 de setembro de 2020                  | independente                            | Interino                                       |
| 20                                                               |                                         | Mohamed Hussein Roble                   | 27 de setembro de 2020                  | presente                                | independente                            |                                                |